# خم ساحل

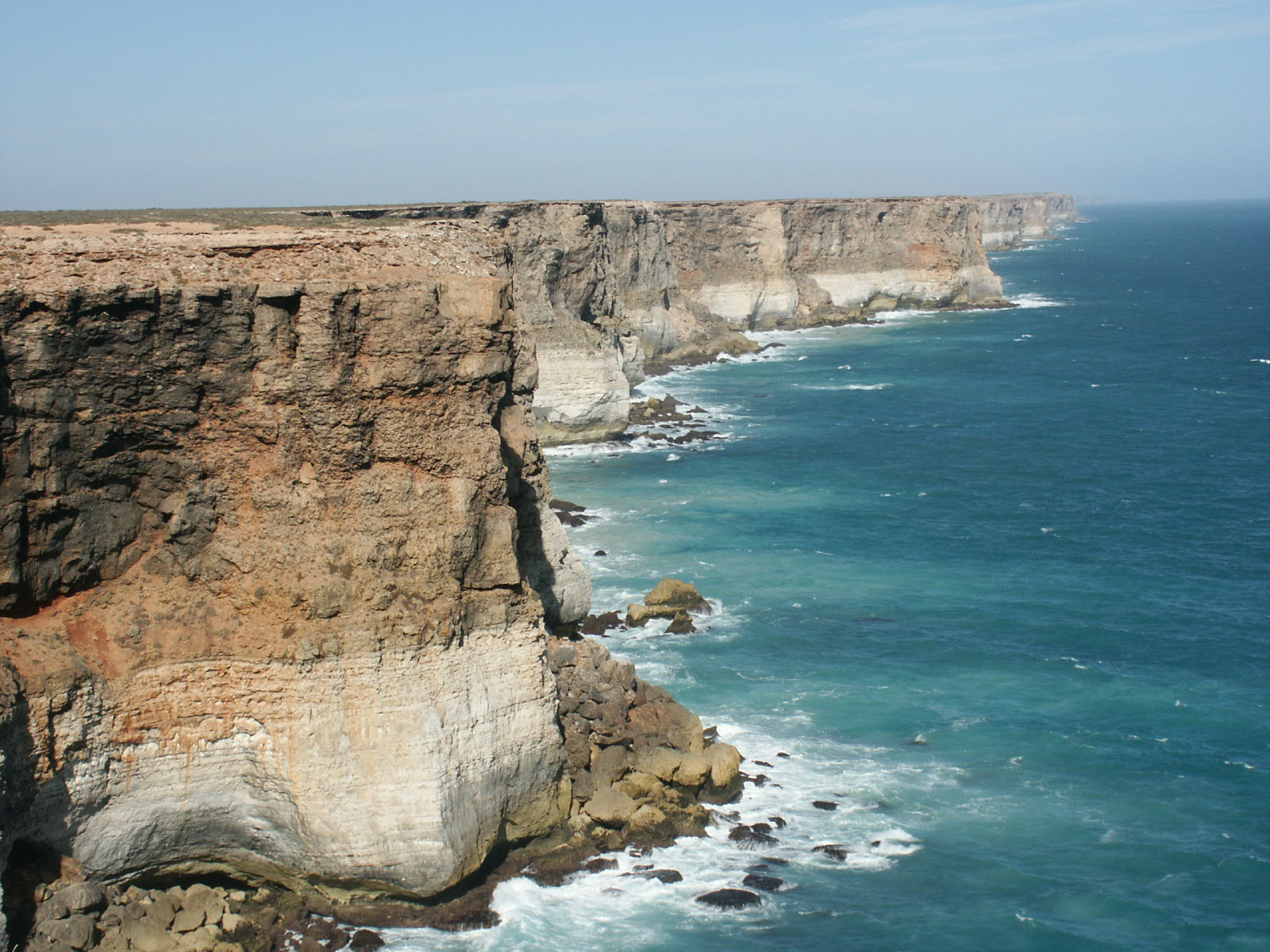
خم‌های ساحلی در خلیج بزرگ استرالیا

خم ساحل (انگلیسی: Bight) در جغرافیا به انحنا و خمیدگی در خط ساحلی، رودخانه یا دیگر عوارض جغرافیایی گفته می‌شود. خم ساحلی معمولاً به شکل خلیجی بزرگ و باز دیده می‌شود که به آرامی عقب‌نشینی کرده است. خم ساحل با ژرفای کمتر از دریاراه متمایز می‌شود.